# 구시가 광장 (바르샤바)

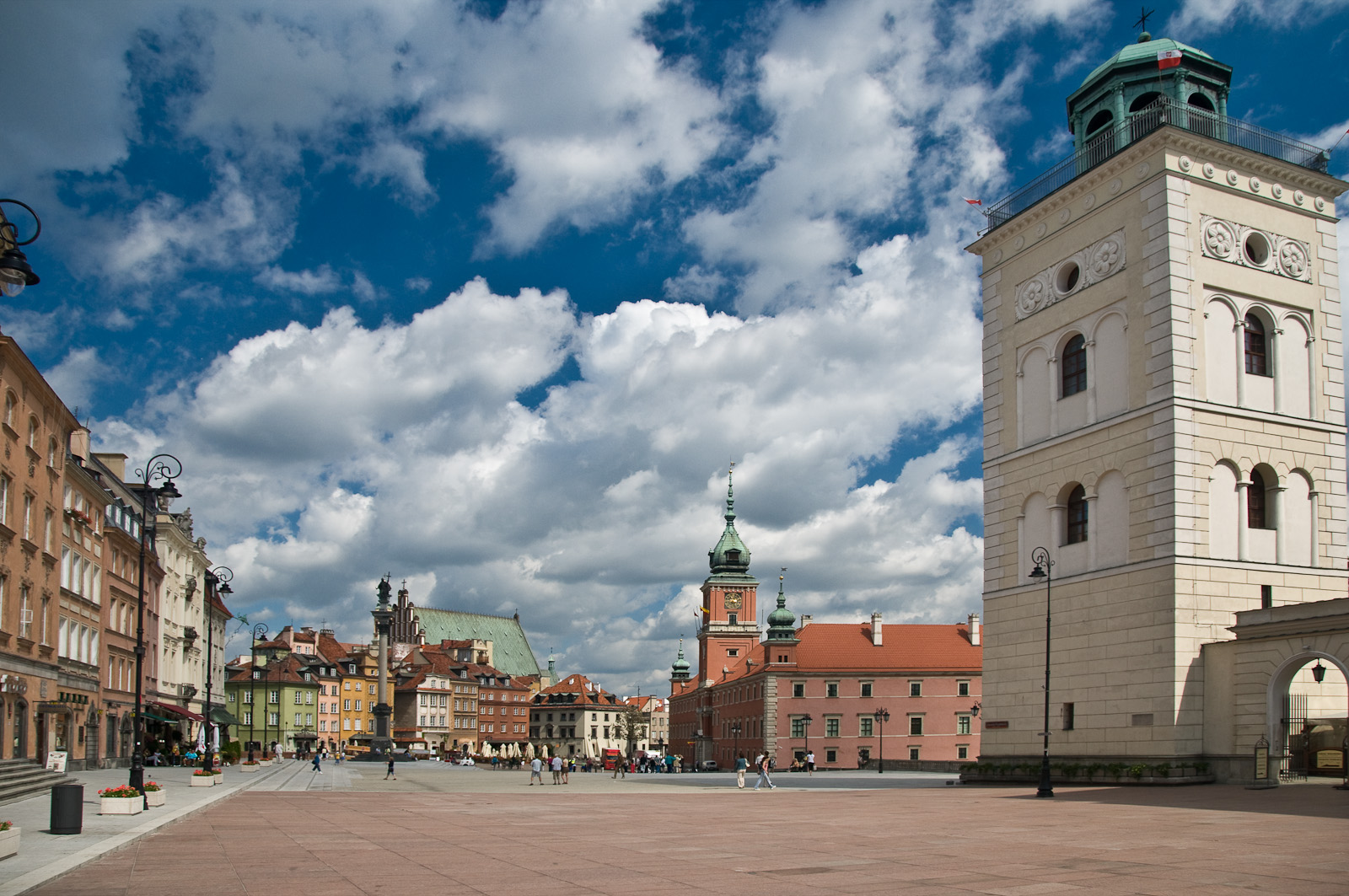
신시가 광장

구시가 광장 또는 스타레고 미아스타 광장(폴란드어: Rynek Starego Miasta)은 폴란드 바르샤바 노베미아스토에 있는 광장이다.

## 같이 보기
- 잠코비 광장